# Premi Harold Clayton Urey
El Premi Harold Clayton Urey és atorgat anualment per la Divisió de Ciències Planetàries de l'American Astronomical Society. El premi reconeix i encoratja els èxits destacats en ciència planetària per part d'un jove científic. El premi porta el nom de Harold Clayton Urey.

## Guanyadors del Premi Urey
- 1984 David J. Stevenson
- 1985 Larry W. Esposito
- 1986 Jack Wisdom
- 1987 Steve Squyres
- 1988 Jonathan I. Lunine
- 1989 Christopher P. McKay
- 1990 David J. Tholen
- 1991 Richard P. Binzel
- 1992 Jack J. Lissauer
- 1993 Roger Yelle
- 1994 Karen Jean Meech
- 1995 Emmanuel Lellouch
- 1996 Heidi Hammel
- 1997 Renu Malhotra
- 1998 Erik I. Asphaug
- 1999 Douglas P. Hamilton
- 2000 Alessandro Morbidelli
- 2001 Michael E. Brown
- 2002 Brett J. Gladman
- 2003 Robin M. Canup
- 2004 Jean-Luc Margot
- 2005 David Nesvorný
- 2006 Tristan Guillot
- 2007 Francis Nimmo
- 2008 sense premi
- 2009 Sarah Stewart-Mukhopadhyay
- 2010 Jonathan Fortney
- 2011 Eric B. Ford
- 2012 Alberto G. Fairen
- 2013 Anders Johansen
- 2014 Matija Ćuk
- 2015 Geronimo Villanueva
- 2016 Leigh Fletcher
- 2017 Bethany Ehlmann
- 2018 Francesca DeMeo
- 2019 Kelsi Singer